# 普富伦多夫
普富伦多夫（德語：Pfullendorf，發音：[ˈpfʊlənˌdɔʁf] ⓘ）是德国巴登-符腾堡州蒂宾根行政区锡格马林根县的城市，面积90.5平方千米，2023年12月31日人口为13,654人。

## 友好城市
- 瑞士 阿爾施維爾（1984年）
- 法國 圣让德布赖（1987年）